# لي جونغ-سونغ
لي جونغ-سونغ (الكورية: 이종성) هو لاعب كرة قدم كوري جنوبي في مركز الوسط، ولد في 5 أغسطس 1992 في كوريا الجنوبية. لعب مع سوون سامسونغ بلووينغز.

## وصلات خارجية
- لي جونغ-سونغ على موقع دوري كوريا الجنوبية (الإنجليزية)
- لي جونغ-سونغ على موقع قاعدة بيانات كرة القدم.إي يو (الإنجليزية)
- لي جونغ-سونغ على موقع Soccerway.com (الإنجليزية)